# 聖米格爾傳教團

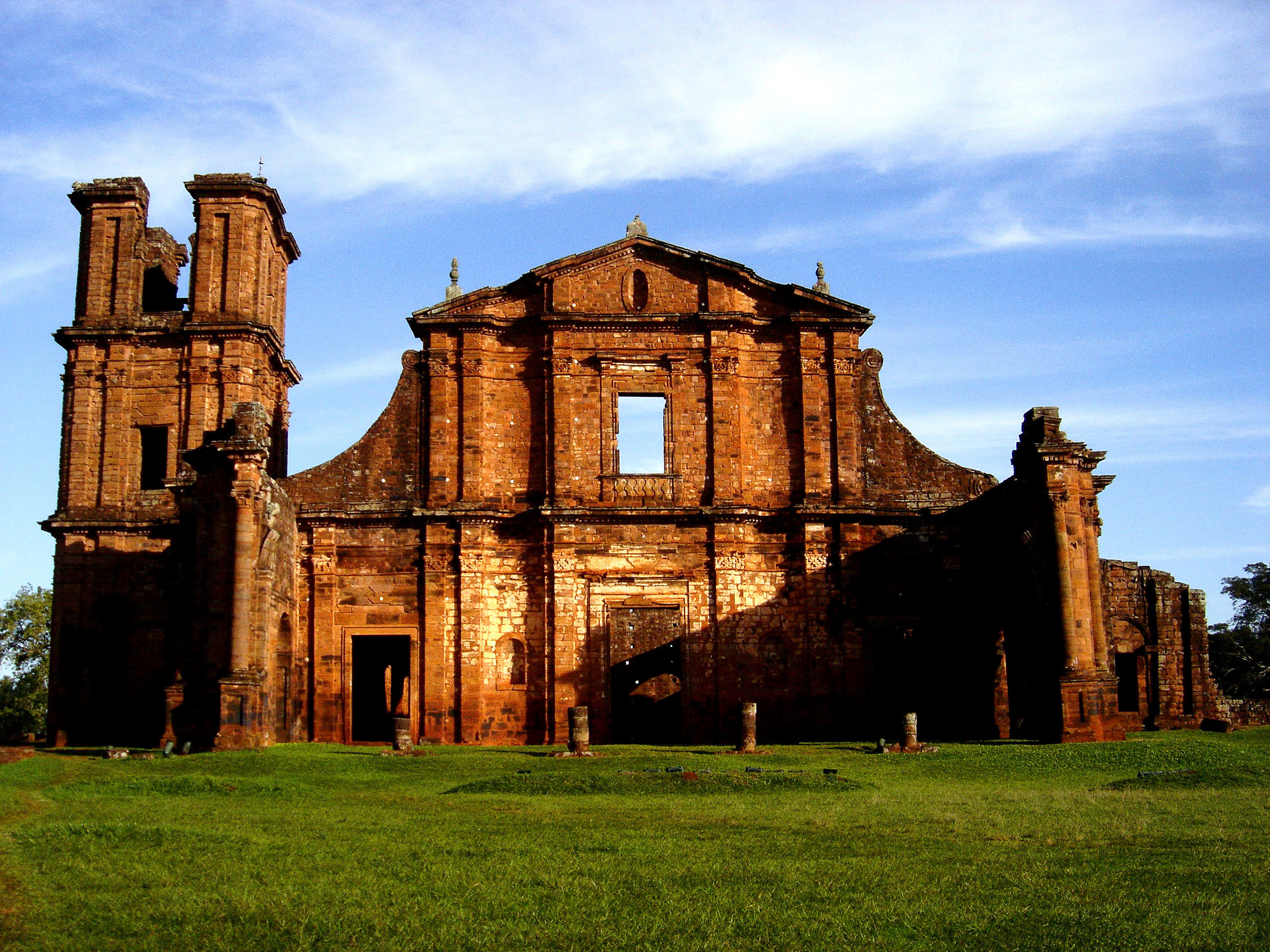
教堂遗址

28°32′57″S 54°33′21″W / 28.549078°S 54.555889°W
聖米格爾傳教團遺址（葡萄牙語：Ruínas de São Miguel das Missões，發音：[ˈsɐ̃w miˈɡɛw dɐz miˈsõjs]），又稱為圣米格尔阿坎茹（São Miguel Arcanjo），是联合国教科文组织指定的世界遗产，位于巴西南部，南里約格蘭州的聖米格爾-達斯米松伊斯。

## 历史
圣米格尔傳教團興建於1735到1745年之間，原名耶穌會縮減地，是耶稣会在阿根廷、巴西、巴拉圭和玻利维亚興建的縮減地之一。耶穌會縮減地是為了使瓜拉尼族美洲原住民皈依基督教，並保護他們免受葡萄牙奴隸販子（Bandeirantes）的攻擊。
依據1750年的馬德里條約，西班牙將本地主權交給葡萄牙。西班牙的耶穌會教士被命令遷移到烏拉圭河西側的西班牙領土。瓜拉尼部落拒絕遷離被劃入葡萄牙「領土」的家園，結果引發了瓜拉尼战争。葡萄牙和西班牙的聯軍最終击败瓜拉尼人，而縮減地也被摧毀了。
附近的圣安吉洛市于20世纪20年代的興建的大教堂，其藍本就是聖米格爾傳教團的教堂。

## 世界遗产
圣米格尔的西班牙殖民时期的建筑廢墟與考古遗址，從1984年起被列入联合国教科文组织的瓜拉尼耶穌會縮減地世界遺產的一部份，而受到保護 。保护区面积1,229.8平方公里（474.8平方英里），附近有一個歷史博物館。

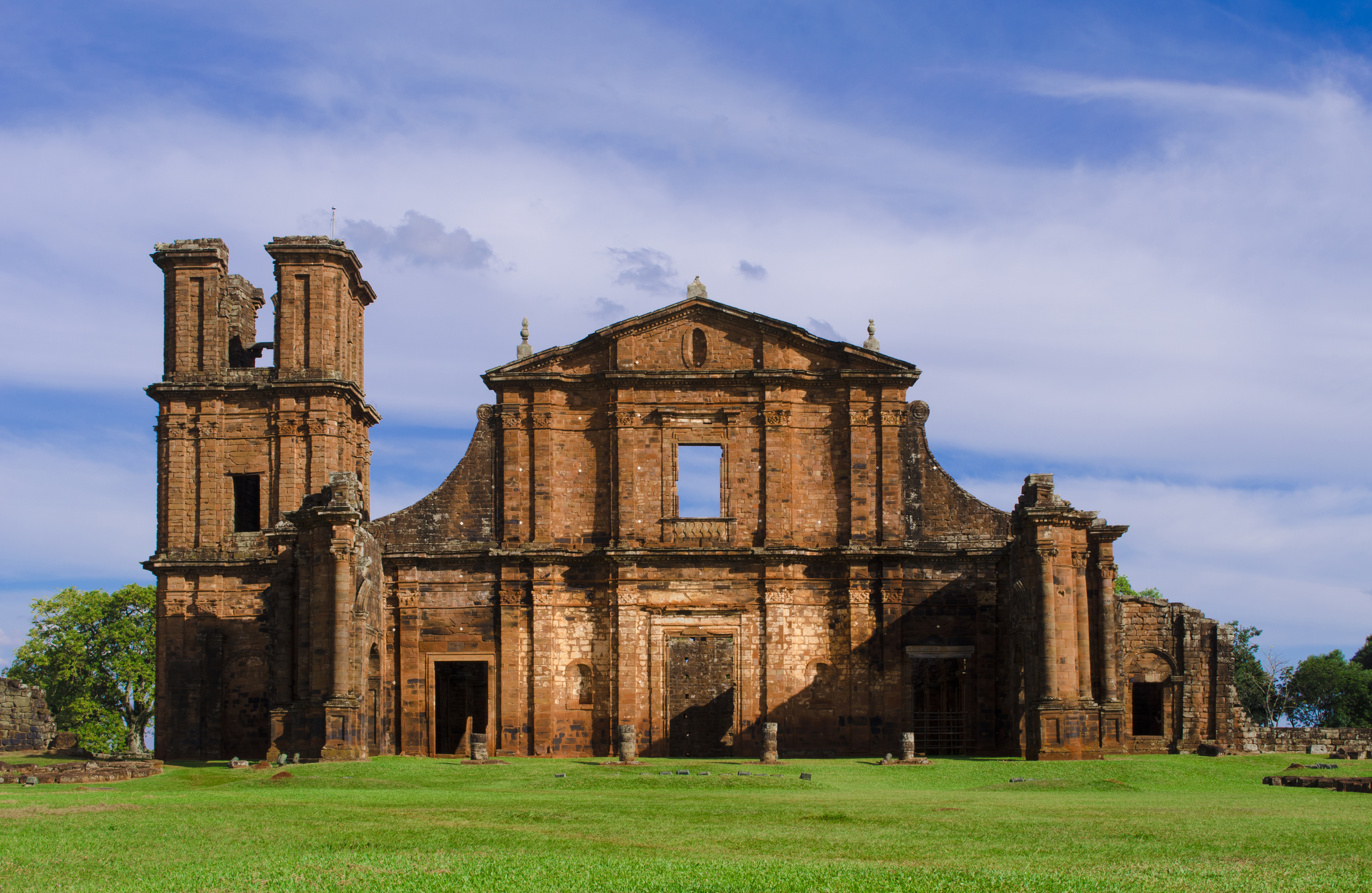
遺址的正面
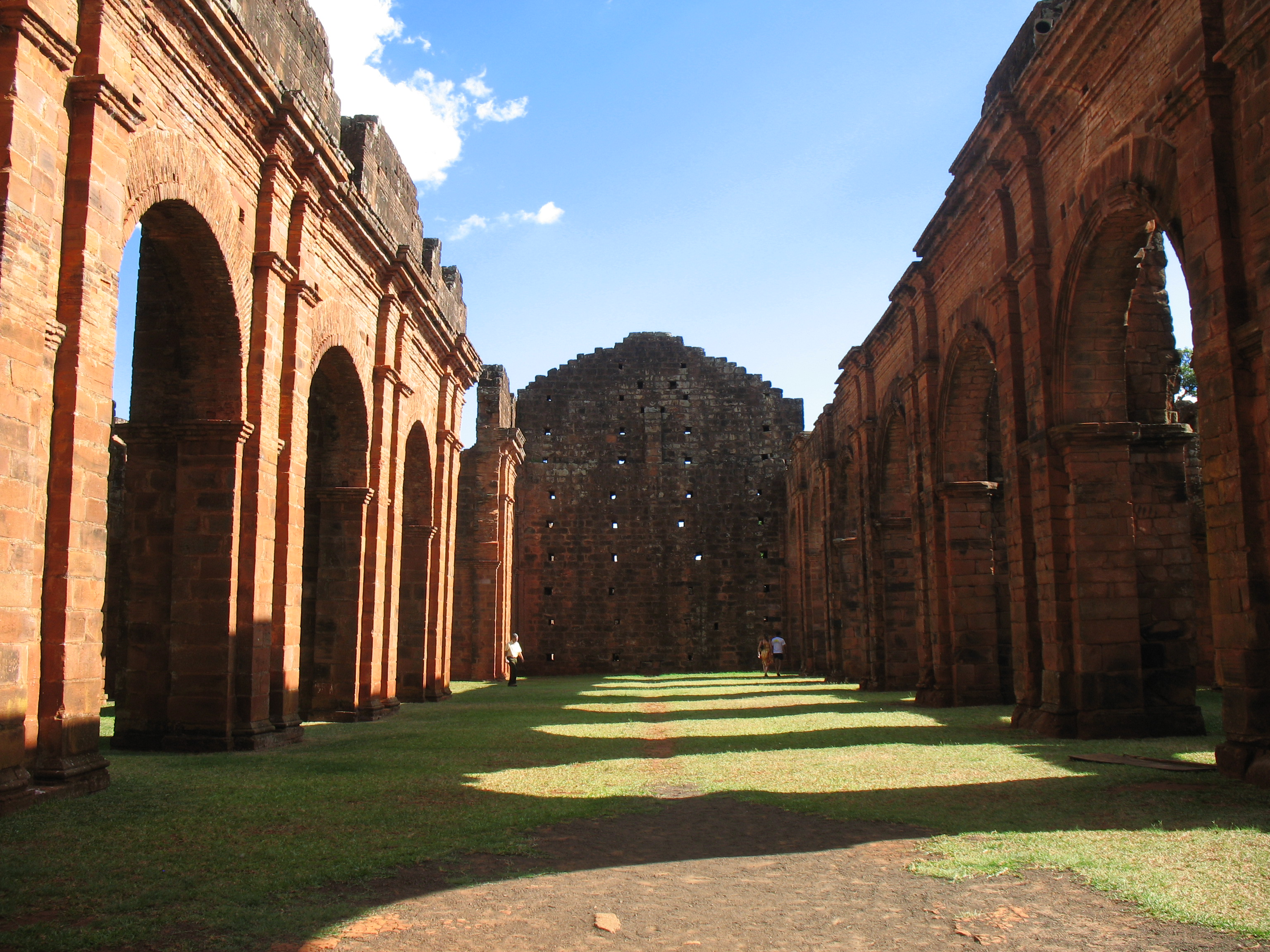
遺址的內部
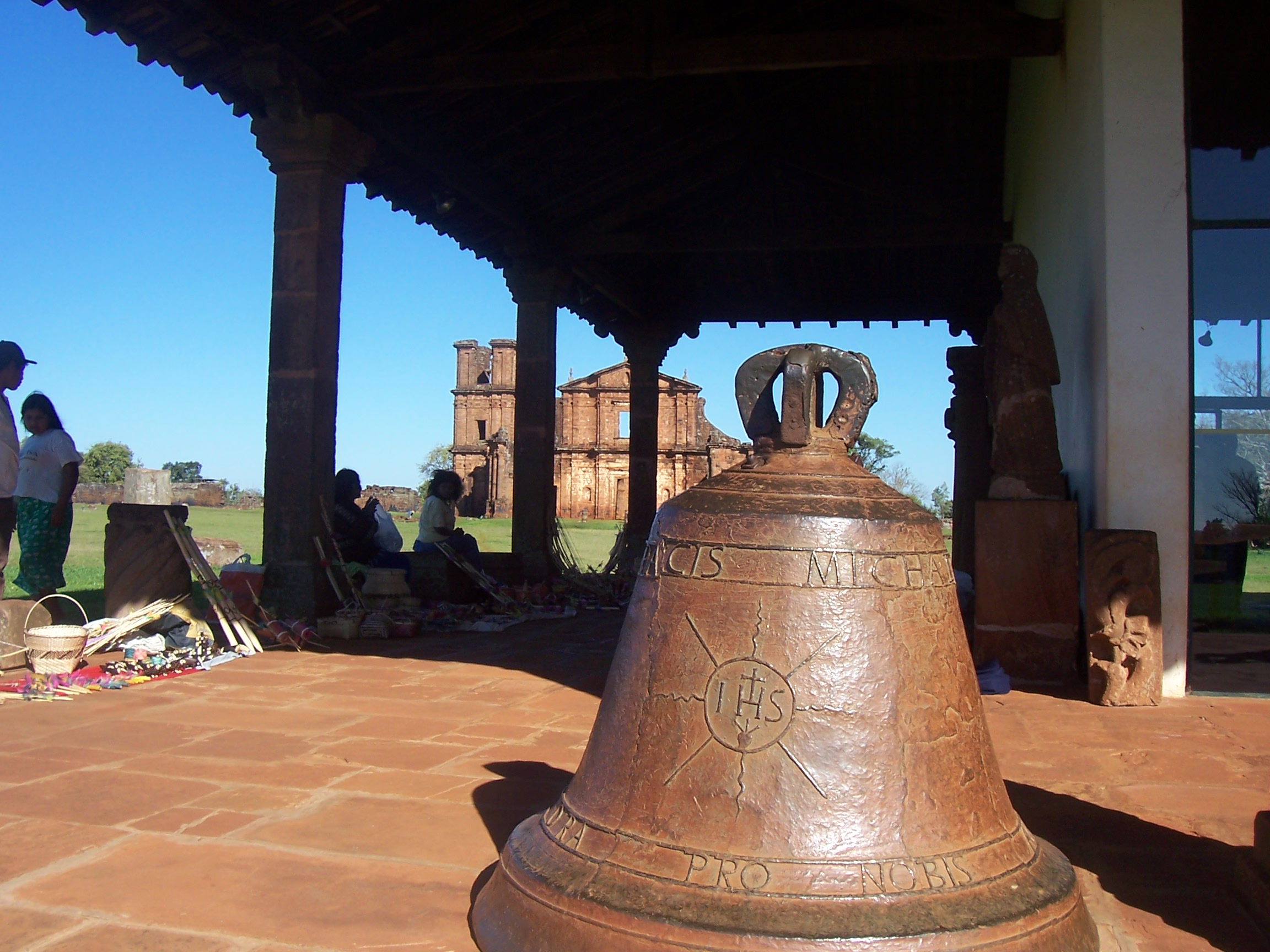
博物館裡的老教堂的大鐘與原住民藝術品